# 前橋市立新田小学校
前橋市立新田小学校（まえばししりつ しんでんしょうがっこう）は、群馬県前橋市上新田町にある前橋市立小学校。

## 概要
1981年（昭和56年）に、大利根小学校の児童増加による過密化を解消させるため、大利根小学校から分離新設された学校である。

## 沿革
- 1981年（昭和56年）4月 開校。
- 1983年（昭和58年）1月 群馬テレビ「ぼくらの学校」放映。
- 1995年（平成7年）8月  ＴＢＳこども音楽コンクール優秀賞。
- 2005年（平成17年）1月  ＮＴＴサイエンスグランプリ2004学校賞表彰。
- 2005年（平成17年）7月  ウォーキングバス開始。
- 2006年（平成18年）4月 グリーンカーテン実践優秀校表彰。
- 2012年（平成24年）11月　体育館耐震施工工事。
- 2015年（平成27年）3月　タブレットＰＣ導入。
- 2023年   (令和5年)　7月　公式サイト開設

## 学区
- 朝日が丘町[1]
- 上新田町
- 下新田町

## 学校教育目標
かしこく たくましく 思いやりのある子